# Paul Eddington
Paul Eddington (ur. 18 czerwca 1927, zm. 4 listopada 1995) – brytyjski aktor, najlepiej znany z ról w popularnych serialach komediowych z lat 70. i 80., w szczególności z roli tytułowej w Tak, panie ministrze i Tak, panie premierze.
Karierę sceniczną rozpoczął jako aktor w teatrach polowych przeznaczonych dla żołnierzy walczących na frontach II wojny światowej. Musiał odejść z armii, gdy wyszło na jaw, że jako członek wspólnoty kwakrów jest zdecydowanym pacyfistą. Następnie podjął pracę już w tradycyjnych teatrach w Sheffield, równocześnie stawiając pierwsze kroki w telewizji w serialu Przygody Robin Hooda. Popularność przyniósł mu jednak dopiero serial Good Life, chętnie oglądany sitcom, emitowany w BBC w latach 1975–1978.
Rolą życia okazała się dla niego postać Jima Hackera, uosabiającego wszystkie wady polityków tytułowego bohatera serialu Tak, panie ministrze, a następnie Tak, panie premierze. Eddington zagrał go łącznie w 39 odcinkach obu produkcji, tworząc niezapomnianą parę wiecznych adwersarzy z Nigelem Hawthornem. W 1984 obaj panowie wystąpili także w specjalnym skeczu z udziałem Margaret Thatcher. Rola ta przyniosła mu także 4 nominacje do nagród BAFTA w kategorii „najlepsza rola komediowa”. Nigdy nie otrzymał jednak statuetki, z czego trzy razy przegrał ze swoim partnerem z serialu.
Kręcąc ostatnią serię Tak, panie premierze, dowiedział się, że jest chory na rzadką odmianę białaczki (tzw. białaczka T-komórkowa dorosłych), która wpływa na skórę, stopniowo coraz bardziej oszpecając chorego. Długo utrzymał swoją przypadłość w tajemnicy i nadal grywał w teatrze i telewizji, a gdy już poczynione przez chorobę spustoszenie sprawiło, że jego twarz przybierała coraz bardziej nieestetyczny wygląd, zajął się dubbingiem. W 1995, na kilka miesięcy przed śmiercią i będąc już całkowicie nie do poznania, po raz ostatni pokazał się na ekranie, udzielając poruszającego wywiadu w programie Face to Face. Był to jeden z pierwszych przypadków tak otwartego ukazania swojej strasznej choroby przez znaną postać brytyjskiego życia publicznego. Równocześnie ukazała się jego autobiografia o zaskakująco optymistycznym tytule So Far, So Good (w wolnym tłumaczeniu Jak na razie wszystko dobrze). Zmarł w wieku 68 lat, pozostawiając żonę i czworo dzieci.
W 1987 został Komandorem Orderu Imperium Brytyjskiego. W 2001 BBC wyprodukowało półgodzinny dokument na jego temat pt. Paul Eddington: A Life Well Lived.